# چوپان‌قره‌مز
چوپان‌قره‌مز (ترکی آذربایجانی: Çobankərəhməz) یک منطقهٔ مسکونی در جمهوری آرتساخ است که در استان شاهومیان واقع شده‌است و ۱٬۶۸۳ متر بالاتر از سطح دریا واقع شده‌است.